# Siebenhirten (Gemeinde Böheimkirchen)
Siebenhirten ist eine Ortschaft und eine Katastralgemeinde der Marktgemeinde Böheimkirchen im Bezirk Sankt Pölten in Niederösterreich. Die Ortschaft hat 72 Einwohner (Stand 1. Jänner 2024).

## Geografie
Das in einer Talung zwischen Perschling und Michelbach liegende Dorf befindet sich südlich von Böheimkirchen, über das es auch erreichbar ist. Obwohl näher am Michelbach liegend, entwässert Siebenhirten zur Perschling hin.

## Geschichte
Seit 1850 ist das Dorf ein Teil der Marktgemeinde Böheimkirchen.
Laut Adressbuch von Österreich waren im Jahr 1938 in Siebenhirten ein Gastwirt, ein Gemischtwarenhändler, ein Schmied, ein Viehhändler und ein Zimmermeister ansässig.